# پتر یان
پتر یان (روسی: Пётр Евгеньевич Ян؛ زادهٔ ۱۱ فوریهٔ ۱۹۹۳) ورزشکار هنرهای رزمی ترکیبی اهل روسیه است. وی از سال ۲۰۱۴ میلادی تاکنون مشغول فعالیت بوده است. یان پیش‌تر کمربند قهرمانی دسته خروس‌وزن سازمان یواف‌سی را در اختیار داشت.
او در حال حاضر در بخش خروس وزن مسابقات قهرمانی مبارزه نهایی (سازمان یواف‌سی) رقابت می‌کند، جایی که او قهرمان سابق خروس وزن یواف‌سی است. یان قبلاً در مسابقات قهرمانی مطلق برکوت مبارزه می‌کرد، جایی که او قهرمان سابق خروس وزن ای‌سی‌بی است. از ۱۰ ژوئن ۲۰۲۵، او در رتبه سوم رده‌بندی خروس وزن یواف‌سی قرار دارد.